# Baconia varicolor
Baconia varicolor är en skalbaggsart som först beskrevs av Sylvain Auguste de Marseul 1887.  Baconia varicolor ingår i släktet Baconia och familjen stumpbaggar. Inga underarter finns listade i Catalogue of Life.